# Heinzental (Neuhemsbach)
 Heinzental  ist ein amtlich benannter Wohnplatz in Neuhemsbach, einer Ortsgemeinde im Landkreis Kaiserslautern in Rheinland-Pfalz.

## Geografie und Verkehrsanbindung
Heinzental liegt westlich des Kernortes Neuhemsbach am Hemsbach, einem Nebenfluss der Alsenz. Durch den Ort verläuft die Landesstraße L 393. Westlich fließt die Alsenz und verläuft die B 48.